# La oración del huerto (El Greco, Toledo-Ohio)
La oración del huerto de Getsemaní es una obra de Doménikos Theotocópuli—el Greco— que forma parte de las colecciones del Museo de Arte de Toledo (Ohio).    

## Tema de la obra
Siendo un episodio importante de pasión de Cristo, la oración del huerto de Getsemaní está narrado en los cuatro evangelios canónicos, brevemente en el evangelio de Juan (Jn 18: 1-3)  y con más detalle en los otros tres. La composición del Greco se basa en el evangelio de Lucas (22: 39-46), representando a Jesús arrodillado, y no prosternado, como consta en el.evangelio de Mateo (26:36-46) y en el de Marcos (14; 32-42).

## Introducción
En su catálogo razonado de obras del Greco, Harold Wethey distingue dos modelos sobre este tema. El tipo I comprende tres pinturas de formato apaisado —la principal de las cuales es la presente obra— mientras que los lienzos de formato vertical componen el tipo II.

## Análisis de la obra

### Datos técnicos y registrales
- Museo de Arte de Toledo; Toledo (Ohio);[7]
- Pintura al óleo sobre lienzo;
- Dimensiones: 102 × 114 cm, según Wethey (102.2 x 113.7 cm, según el museo);
- Datación: hacia 1590-1595;
- Firmado con letras griegas en cursiva: δομήνικος θεοτοκóπουλος κρές ε'ποíει;
- Catalogado por Wethey con el n º. 29 y por Tiziana Frati con el n º.90-a.[8]

### Análisis de la obra
Este lienzo —el mejor de los tres del tipo I—  fue excesivamente restaurado y limpiado, perdiendo las veladuras finales, especialmente sobre la figura de Cristo. El paisaje —frío y gris— produce un efecto impresionante.
La gran roca detrás de Cristo parece ser su propia sombra, engrandecida y convertida en piedra. Los apóstoles dormidos son representados pequeños y alojados en un alveolo formado por una nube de aspecto sólido. El ángel —sobre esta nube— está representado con gran lirismo y monumentalidad.  A pesar del extraordinario juego de formas, lo más importante de este lienzo es el color, que sirve para dinamizar, realzar y dar belleza y armonía a cada elemento. Es destacable la delicadeza de las flores representadas en primer término, y la del arbusto a la derecha de Jesús. Estos elementos —además de su belleza— dan a la escena un cierto carácter terrenal, sin el cual esta obra sería excesivamente visionaria.

## Procedencia
- Colección Cacho, Madrid;
- Lionel Harris, Londres (circa 1926);
- Arthur Sachs, New York (circa 1928);
- Comprado con fondos de Libbey Endowment;
- Donado al Museo de Toledo (Ohio) per Edward Drummond Libbey.[12]